# Christopher Fagan
Christopher Joseph „Chris“ Fagan (* 11. května 1989) je bývalý irský fotbalový útočník. Naposledy hrál za klub St Patrick's Athletic FC v League of Ireland Premier Division 2018 – nejvyšší profesionální soutěži v Irsku.
Dne 6. listopadu 2012 Fagan hrající za St Patrick's Athletic FC v 87. minutě vyrovnal na 2:2 ve finále FAI Cupu 2012 na stadionu Aviva Stadium v irském Dublinu v zápase proti  Derry City FC.